# قشلاق حاجی بالاخان
قشلاق حاجی بالاخان یک منطقهٔ مسکونی در ایران است که در دهستان قشلاق غربی واقع شده‌است. قشلاق حاجی بالاخان ۴۶ نفر جمعیت دارد.